# Placă ceramică
Plăcile ceramice sunt elemente de finisaj folosite în construcții pentru acoperirea pereților sau podelelor.
Plăcile pot fi realizate din faianță, teracotă sau porțelan.
Plăcile folosite pentru pavarea podelelor, deși sunt realizate din același material, sunt numite gresie.